# Serra da Capelada

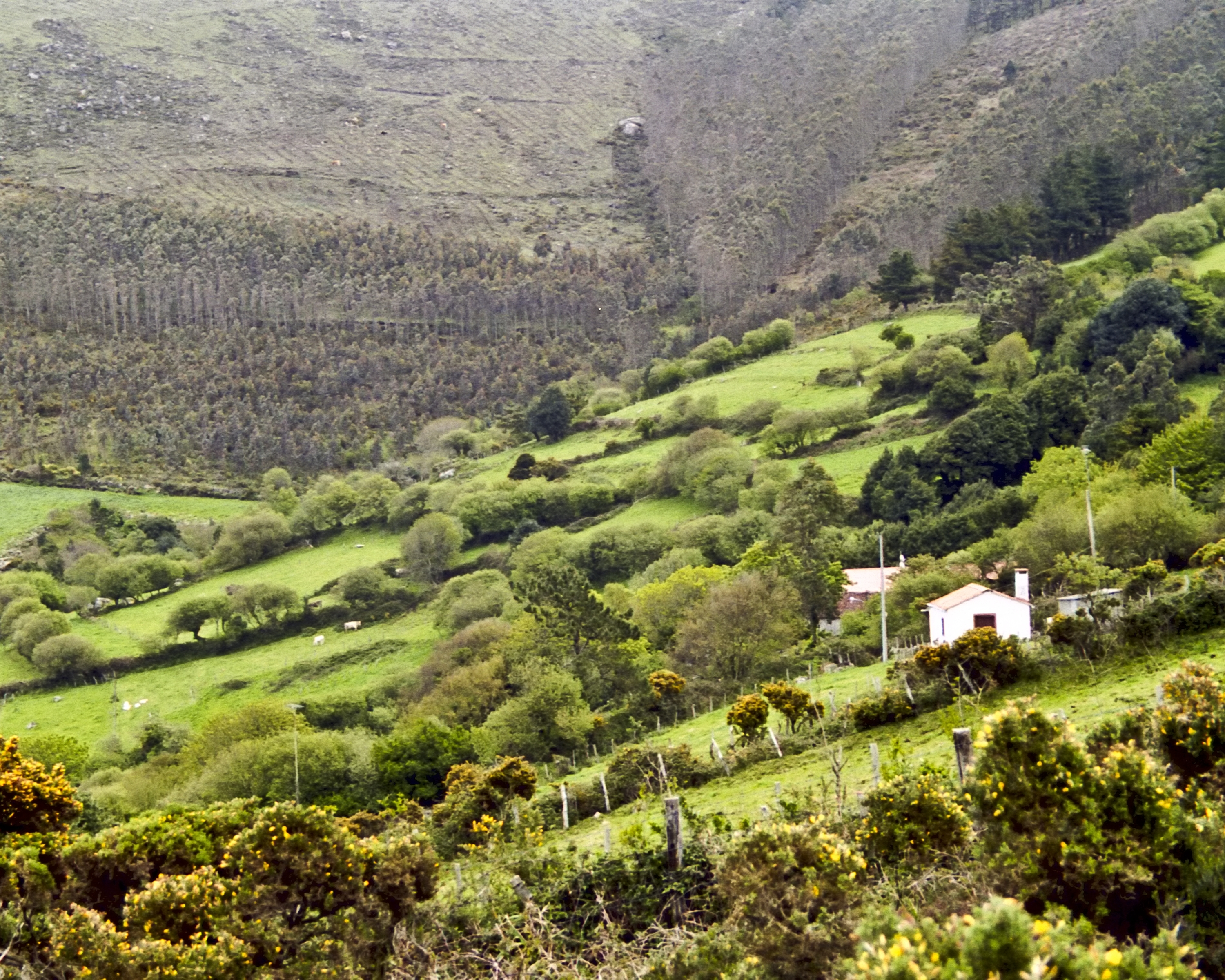
Paesaggio della Serra da Capelada

La Serra da Capelada è un piccolo sistema montuoso della Galizia settentrionale, in Spagna, situata nella costa a nord della Ferrolterra tra i comuni di Cedeira e Cariño. Nonostante la relativa estensione e le basse altitudini che raggiunge, è un importantissimo sito naturalistico e geologico.

## Geologia
Le pareti rocciose dei piccoli monti sono composte da alcune delle rocce più antiche del continente europeo, tanto che molto sono conservate al British Museum. 

## Fauna e flora
Sulle dolci pendici dei monti pascolano liberamente, anche sulle strade, cavalli e bovini. Gli allevamenti equini della zona sono molto rinomati e importanti.
La Serra da Capelada è intensamente sfruttata per ricavare energia eolica.

## Scogliere

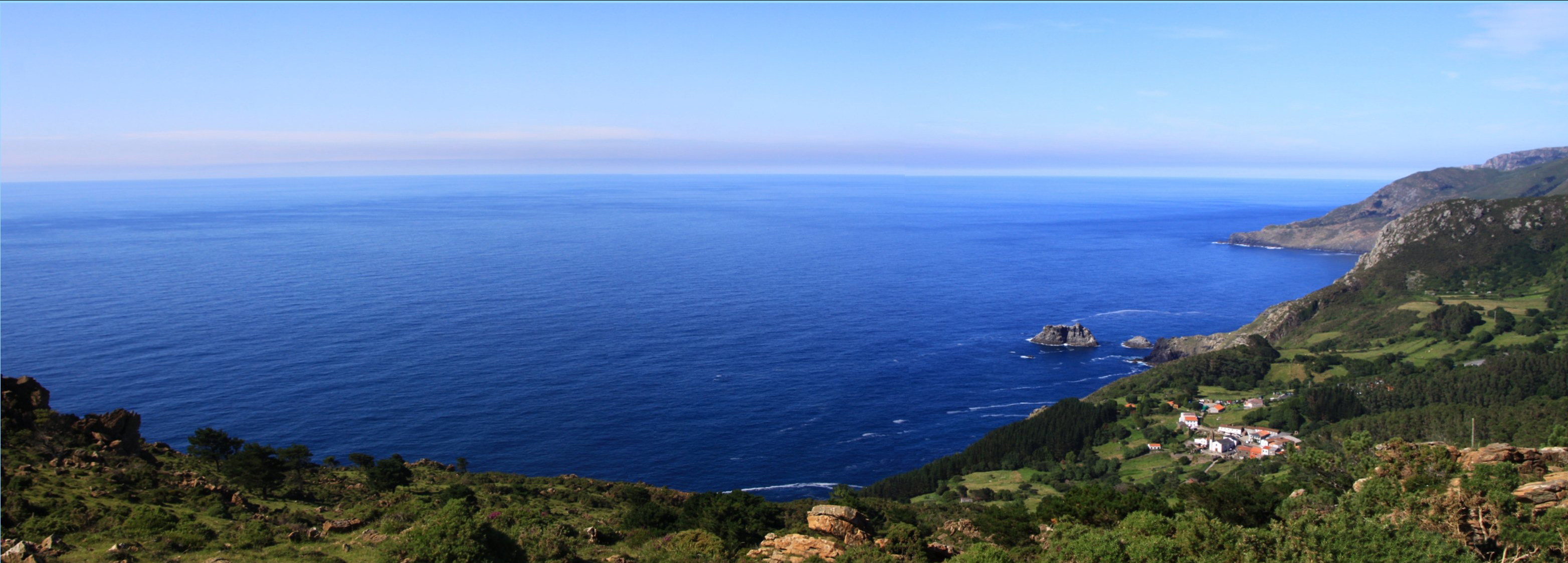
Panoramica delle scogliere da Santo André

La catena è soprattutto conosciuta perché nel versante settentrionale forma un imponente sistema di scogliere marine, non particolarmente a picco ma altissime, con un dislivello di circa 650 metri nel punto più alto, la Garita de Herbeira. Il primo tratto, più orientale, parte dal famoso Cabo Ortegal, e si eleva per trecento metri, poi volta verso sud-ovest innalzandosi ad altezze impressionanti per quella che viene definita la Vìxia de Herbeira. La scogliera è la più alta dell'Europa continentale e la terza di tutta l'Europa, dietro a Capo Enniberg e Croaghaun.
Ai piedi della scogliera è situato il remoto villaggio di Santo André de Teixido.

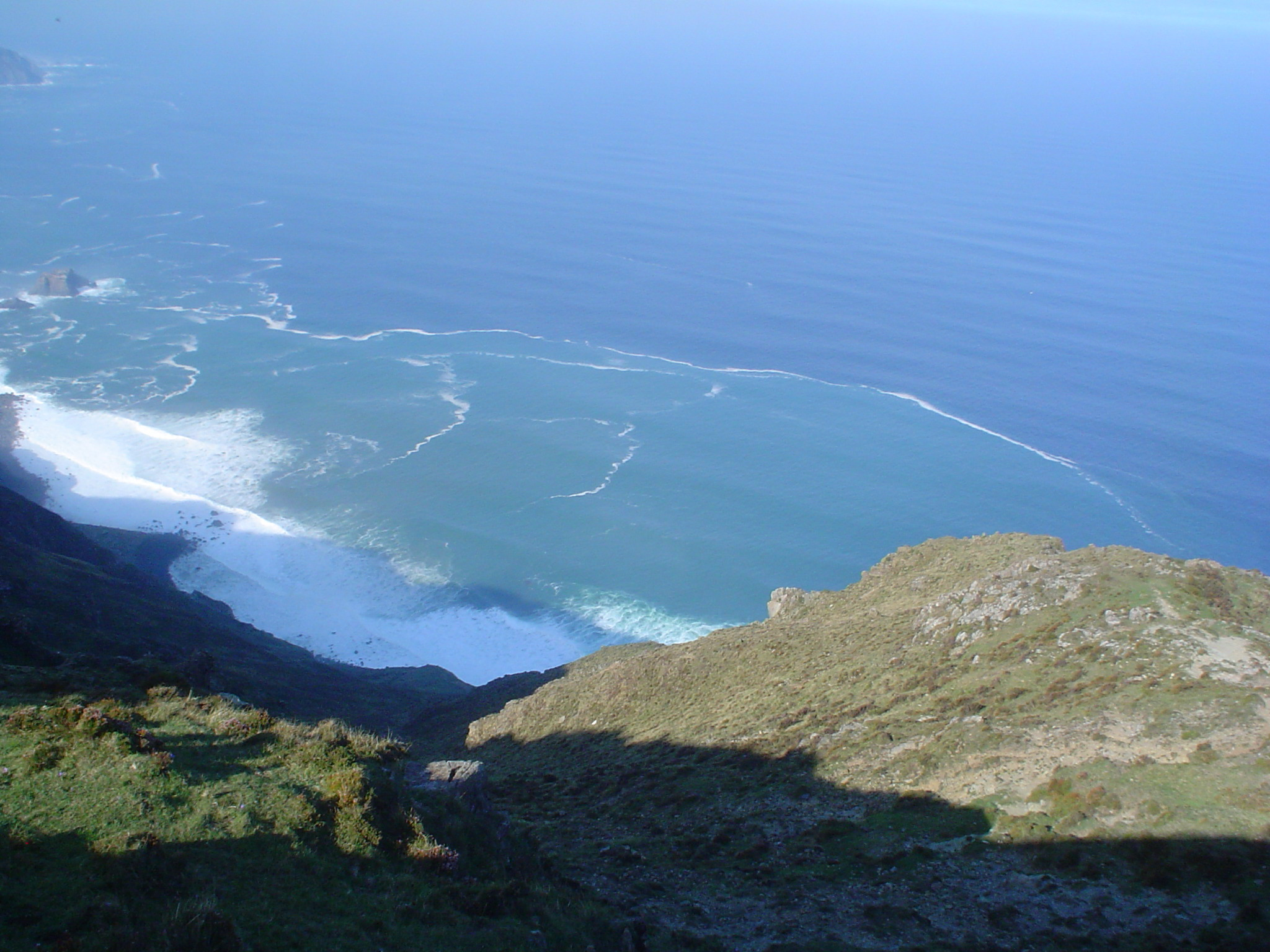
Il punto più alto delle scogliere dalla Vìxia de Herbeira
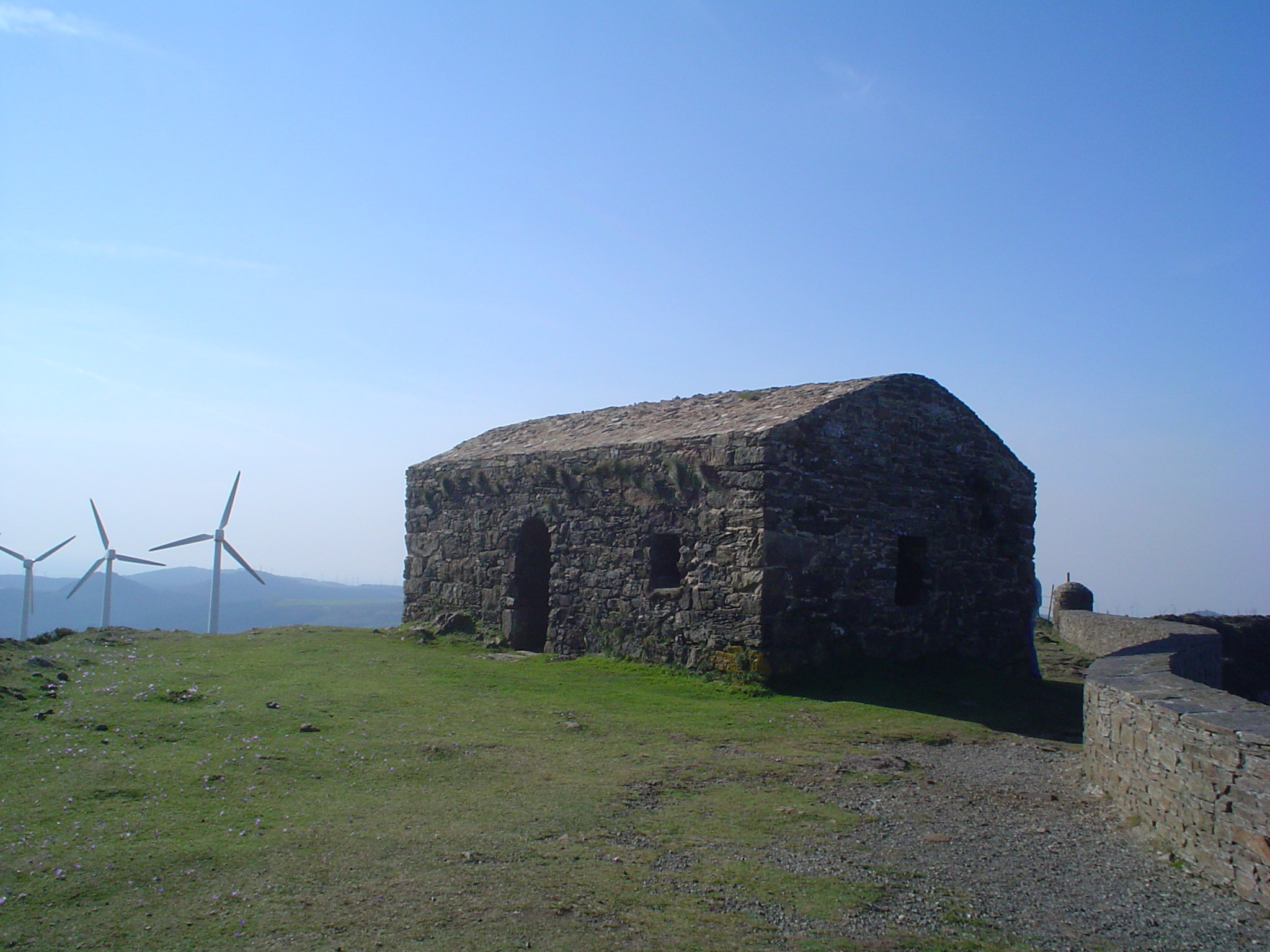
La famosa garita de Herbeira in cima alla Serra da Capelada che da sull'Atlantico con dietro il parco eolico
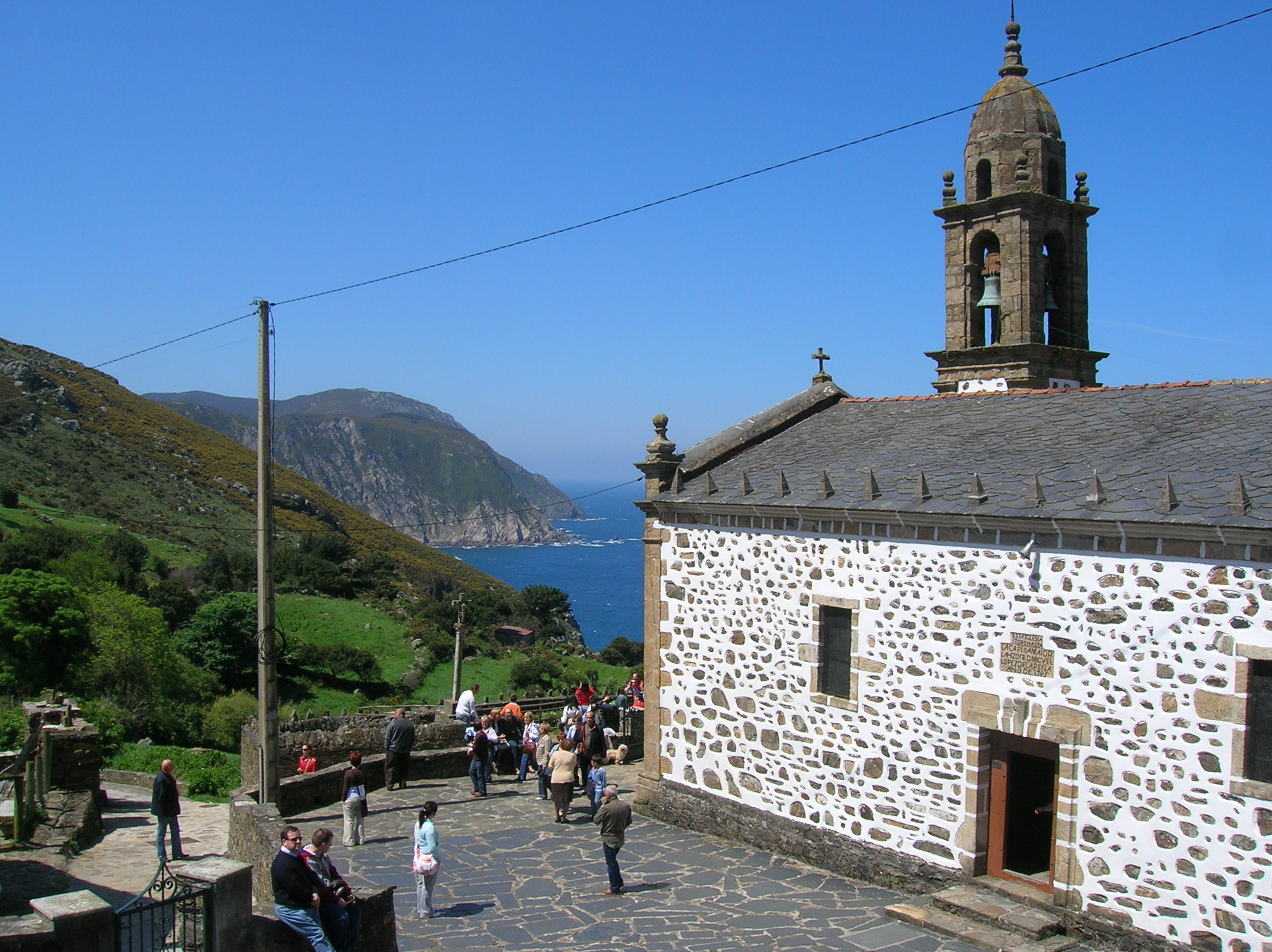
Il Santuario di San Andrés de Teixido tra scogliere e montagne